# وسام الاستقلال (إيران)
وسام الاستقلال الممتاز ((بالفارسية: نشان عالی استقلال)) هو نيشان إيراني أُقِرَّ من قبل «مجلس الوزراء الإيراني» في 21 نوفمبر 1990. وفقًا لـ «المادة 3» من «أنظمة منح الأوسمة الحكومية» لإيران فإنه يمنح «وسام الاستقلال» من قبل رئيس إيران للاعتراف بـ «تولي مناصب مهمة ولعب دور رئيسي في تحقيق الأهداف السامية للشريعة الإسلامية بجمهورية إيران بجهد شامل في المواقف المنيرة والابتكارات المتميزة للوصول إلى الاكتفاء الذاتي والاستقلال في مختلف الجوانب وإنقاذ الحكومة من التهديدات المحتملة والمساعدة في الانتشار العالمي لمبادئ الثورة الإسلامية وغيرها من الخدمات القيمة في فترات زمنية حرجة وحاسمة».
ليس للوسام فئات، ويمنحه رئيس إيران القادر على منح أربعة أوسمة لكل مدة.

## المستلمون
| متلقي | متلقي                       | مكتب. مقر. مركز                           | تاريخ          | منحت من قبل         | المرجع             |
| ----- | --------------------------- | ----------------------------------------- | -------------- | ------------------- | ------------------ |
| \|    | حسن حبيبي (1937-2013)       | النائب الأول للرئيس (1989-2001)           | 26 يوليو 1997  | أكبر هاشمي رفسنجاني | [ 5 ]              |
|       | مير حسين موسوي (1942–)      | الوزير الأول (1981-1989)                  | 29 مايو 2005   | محمد خاتمي          | [ 6 ] [ 7 ]        |
|       | حسن فيروز أبادي (1951-2021) | رئيس أركان حرب القوات المسلحة (1989-2016) | 12 نوفمبر 2008 | محمود أحمدي نجاد    | [ 8 ] [ 9 ] [ 10 ] |

## روابط خارجية
- موقع منح الأوسمة الحكومية لإيران
- أنواع الأوسمة الإيرانية وفوائدها (بالفارسية)